# Malfeytia jacobii
Malfeytia jacobii är en insektsart som beskrevs av Embrik Strand 1911. Malfeytia jacobii ingår i släktet Malfeytia och familjen lyktstritar. Inga underarter finns listade i Catalogue of Life.